# ویلیام هانوی
ویلیام هانوی (انگلیسی: William L. Hanaway؛ ۱۹۲۹ – ۲۰۱۸) ایران‌شناس و استاد دانشگاه پنسیلوانیا اهل ایالات متحده بود. او همچنین رئیس انجمن بین‌المللی ایران‌شناسی و از اعضای هیئت تحریریه تاریخ ادبیات فارسی به عنوان مشاور و همکار دانشنامه ایرانیکا بود.